# Horda

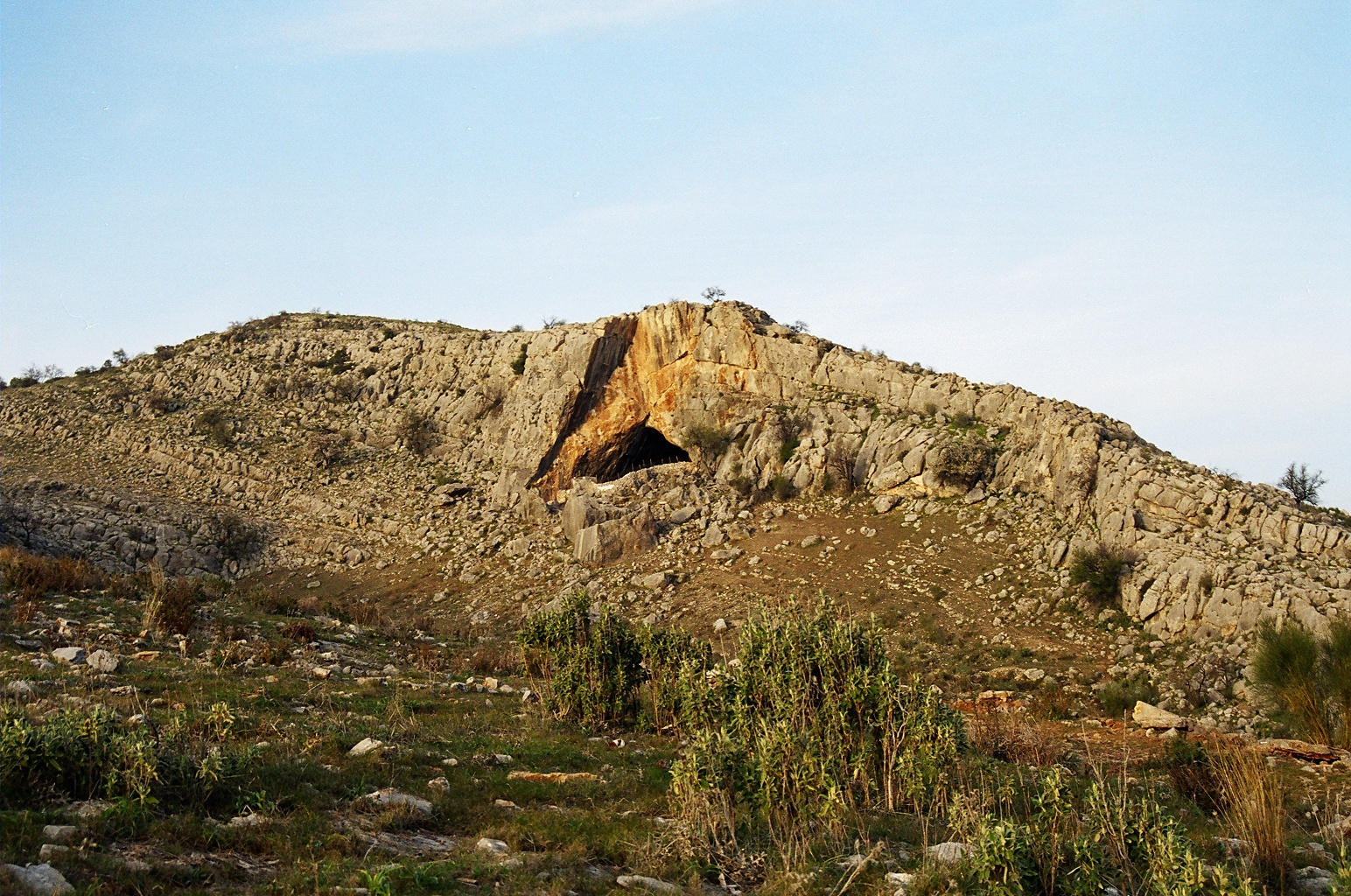
Cueva que generalmente habitaban las hordas humanas (Cueva Cabrera, La Guardia de Jaén).

Una horda (también ordu, ordo, ordon) era antiguamente una estructura sociopolítica y militar que se practicaba en la estepa euroasiática, por lo general asociados con los mongoles. Esta entidad puede ser vista como equivalente regional de un clan o de una tribu. Algunas hordas de éxito dieron lugar a kanatos. 
Algunas hordas pueden definirse también como un grupo de personas que se ayudan entre sí en alimentos, caza y pesca, entre otras cosas.
Mientras que el término eslavo, ordo, y el occidental, horda, eran en su origen un préstamo de la palabra mongola ordo para ‘campamento’, ‘cuartel general’, el término original no llevaba el significado de kanatos grandes, tales como la Horda de Oro. Estas estructuras se refieren contemporáneamente como Ulús (‘nación’ o ‘tribu’). No fue sino hasta la Baja Edad Media cuando el uso de la orda eslava se tomó de nuevo en las lenguas túrquicas. 
También se usa el término para designar a un tipo de organización humana, propia del paleolítico; agrupaciones que nacieron por la necesidad de protegerse unos a otros. El concepto de horda usado en este sentido consiste en una categoría perteneciente a la antropología del siglo XIX que en la actualidad es generalmente rechazada en favor de la categoría: banda de cazadores-recolectores.
Generalmente eran conformados de 20 a 40 personas, las cuales eran dirigidas por el más fuerte. Al principio las hordas eran promiscuas y no tenían en cuenta las relaciones con personas de su misma sangre, esto condujo a dificultades y que se desintegraran, por lo que los líderes establecieron prohibiciones con el fin de mejorar las relaciones.
Los conflictos internos de las hordas por la promiscuidad, la efectividad de la caza en pequeños grupos y la construcción de viviendas en colectivo, llevó a que la horda se fragmentara en pequeños grupos llamados tribus, las cuales ocupaban un territorio propio, con independencia política, con una lengua y tradición cultural común.
Jared Diamond define algunas características propias a las organizaciones sociales de los seres humanos en hordas:
- Son las sociedades más pequeñas, entre 5 y 80 personas, estrechamente emparentadas;
- Carecen de muchas instituciones como leyes, policía y tratados para resolver conflictos;
- No tienen base de residencia;
- Sociedad «igualitaria». Liderazgo informal;
- Todos los humanos presumiblemente vivieron en hordas hasta la adopción de la agricultura;